# Kochertürn
Kochertürn ist ein Dorf in Baden-Württemberg. Es gehört zu Neuenstadt am Kocher im Landkreis Heilbronn und hat rund 1000 Einwohner.

## Geographie
Kochertürn liegt etwa zwei Kilometer nordwestlich der Neuenstadter Stadtmitte und flussabwärts in wenig Abstand überwiegend am rechten Ufer des Kochers, dem am Südrand des Dorfes von rechts und aus dem Nordosten kommend der Merzenbach zufließt.
Von der von Neuenstadt westwärts in Richtung Oedheim führenden L 1088 zweigt auf der anderen Flussseite bei einem großen Verteilzentrum die L 720 ab, die an den wenigen linkskocherischen Wohngebäuden vorbeizieht, über eine die dortige Flussteilung mitsamt der Mühlinsel Wert querende Brücke in den Dorfkern herüberwechselt und dann nordwestwärts nach Stein am Kocher und Neudenau an der Jagst weiterläuft.
Die Gemarkung von Kochertürn erstreckt sich wie eine schmale Spindel über sieben Kilometer weit von den westlichen Ausläufern des Harthäuser Waldes im Nordosten, wo sie eine Höhe von etwa 283 m ü. NHN erreicht, über das Dorf und den Fluss hinweg, an dem ihr mit 156 m ü. NHN niedrigster Punkt liegt, bis in die Nähe von Neckarsulm-Dahenfeld im Südwesten. Etwas über zwei Kilometer im Südsüdwesten der Dorfmitte steht im linkskocherischen Gemarkungsteil der zu Kochertürn gehörige Weiler Brambacher Hof.

## Geschichte

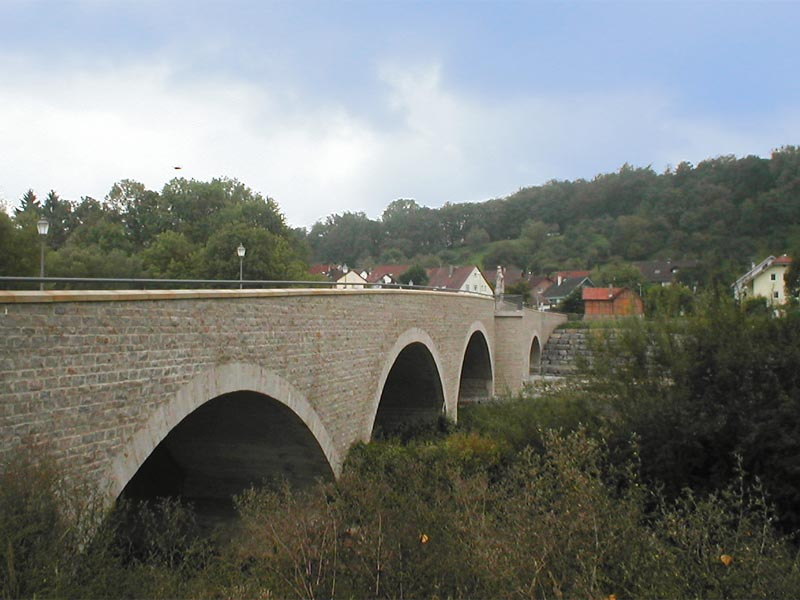
Kocherbrücke in Kochertürn

Der Ortsname leitet sich vermutlich von Kocherturm ab und weist auf einen einstmals bestehenden Turm hin. Auch die Herkunft des Namens von Dorn (= dornenreicher Ort) oder ein Zusammenhang mit den in jener Gegend begüterten Herren von Dürn scheint plausibel. Kochertürn war wie Neuenstadt ursprünglich ein Lehen der Herren von Weinsberg. Eine Mühle ist seit 1310 in Kochertürn nachgewiesen und befand sich im Besitz von Elisabeth von Katzenellenbogen, der Frau Konrads von Weinsberg. Die Mühle ging 1321 an die Wimpfener Stiftskirche.
Der Ort wurde 1335 an Kurmainz verkauft. Seit diesem Jahr ist auch die Pfarrei des Ortes belegt. Die Kirche in Kochertürn war Mutterkirche für die Filialen in Stein am Kocher und Bürg, mit denen der Ort zeitweilig eine Markgenossenschaft bildete.
Im frühen 15. Jahrhundert treten kurz die Herren von Kochertürn als örtlicher Adel auf. Kurmainz gab den Ort durch Tausch 1483 an den Deutschen Orden weiter, so dass Kochertürn auch nach der Reformation katholisch blieb. Der Deutsche Orden errichtete hier 1752 die Kirche Mariä Himmelfahrt und 1791/92 ein barockes Pfarrhaus. Administrativ gehörte Kochertürn zur Deutschordensballei Franken.
Durch die Mediatisierung kam Kochertürn 1805 an das Königreich Württemberg. Nach einem Brand im Jahr 1809 musste die Kirche neu erbaut werden. 1907 wurde der Ort an die Untere Kochertalbahn Bad Friedrichshall–Ohrnberg angeschlossen, eine Privatbahn der Württembergischen Eisenbahn-Gesellschaft (WEG); Geleise und Bahnhof lagen am linken Kocherufer. 1931 wurde der Weiler Brambacher Hof nach Kochertürn eingemeindet. 1933 hatte Kochertürn 603 Einwohner, 1939 waren es 570 und Ende 1945 waren es 609. Im April 1945 wurde der Ort bei Kriegshandlungen in den letzten Tagen des Zweiten Weltkriegs schwer beschädigt.
1961 wurden 660 Einwohner gezählt. Am 1. September 1972 wurde Kochertürn nach Neuenstadt am Kocher eingemeindet. 1993 wurde die Untere Kochertalbahn und damit auch der Kochertürner Bahnhof stillgelegt. Im Jahr 2006 wurden die Bahngleise demontiert, auf der Trasse verläuft seit 2009 ein Fahrradweg. Ebenfalls 2006 wurde eine neue Straßenbrücke über den Kocher errichtet.
Am 31. Mai 2008 hatte Kochertürn 1029 Einwohner.

## Wappen

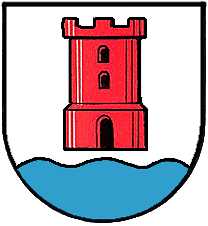
Wappen von Kochertürn

Das Wappen von Kochertürn ist ein redendes Wappen, das einen roten Turm über einem blauen Bach auf silbernem Schild zeigt. Kocher (Bach) und Turm bilden das Wort Kochertürn. Das Wappen wurde 1938 mit weißem Turm auf rotem Schild von der Archivdirektion vorgeschlagen und 1961 unter Einhaltung der heraldischen Farbregeln in seine heutige Form verändert.

## Sehenswürdigkeiten

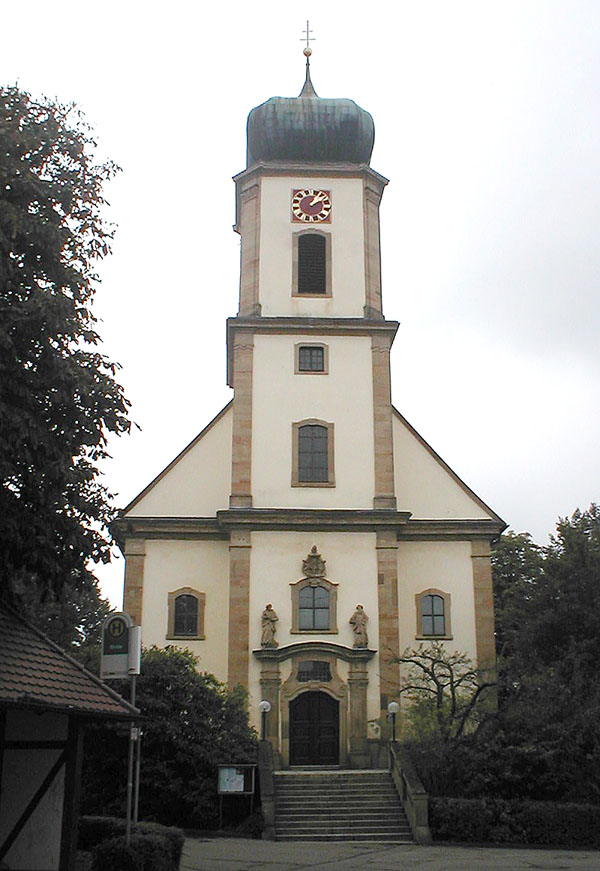
Kirche Mariä Himmelfahrt

- Kirche Mariä Himmelfahrt, barockes Bauwerk, erbaut 1752 nach Entwürfen von Georg Philipp Wenger und Kirchmeyer aus Mergentheim durch den Deutschen Orden, abgebrannt 1809 und 1945, zuletzt 1948 mit im Inneren vereinfachten Formen wiederhergestellt. Die Kirche ist umgeben von einem Garten mit Kreuzweg (1906) von O. Voelkel, Bildstöcken und Epitaphen.
- Pfarrhaus von 1792
- Kreuzigungsgruppe von 1759
- Rathaus von 1863 (als Schulhaus auf dem vormaligen Kelterplatz errichtet, seit 1950 Rathaus)
- Alter Bahnhof von 1907
- Barockes Brückenmühlengehöft

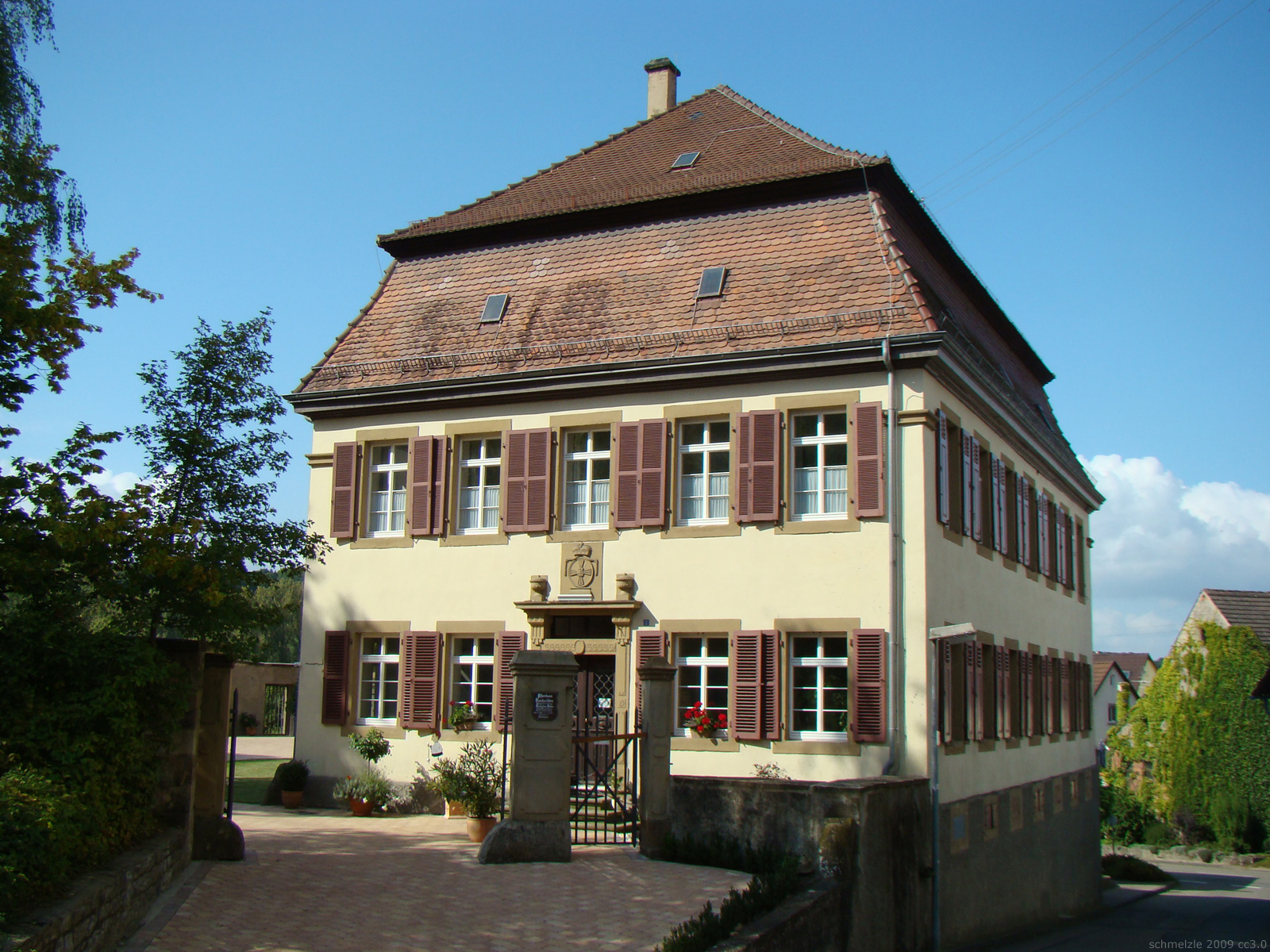
Pfarrhaus
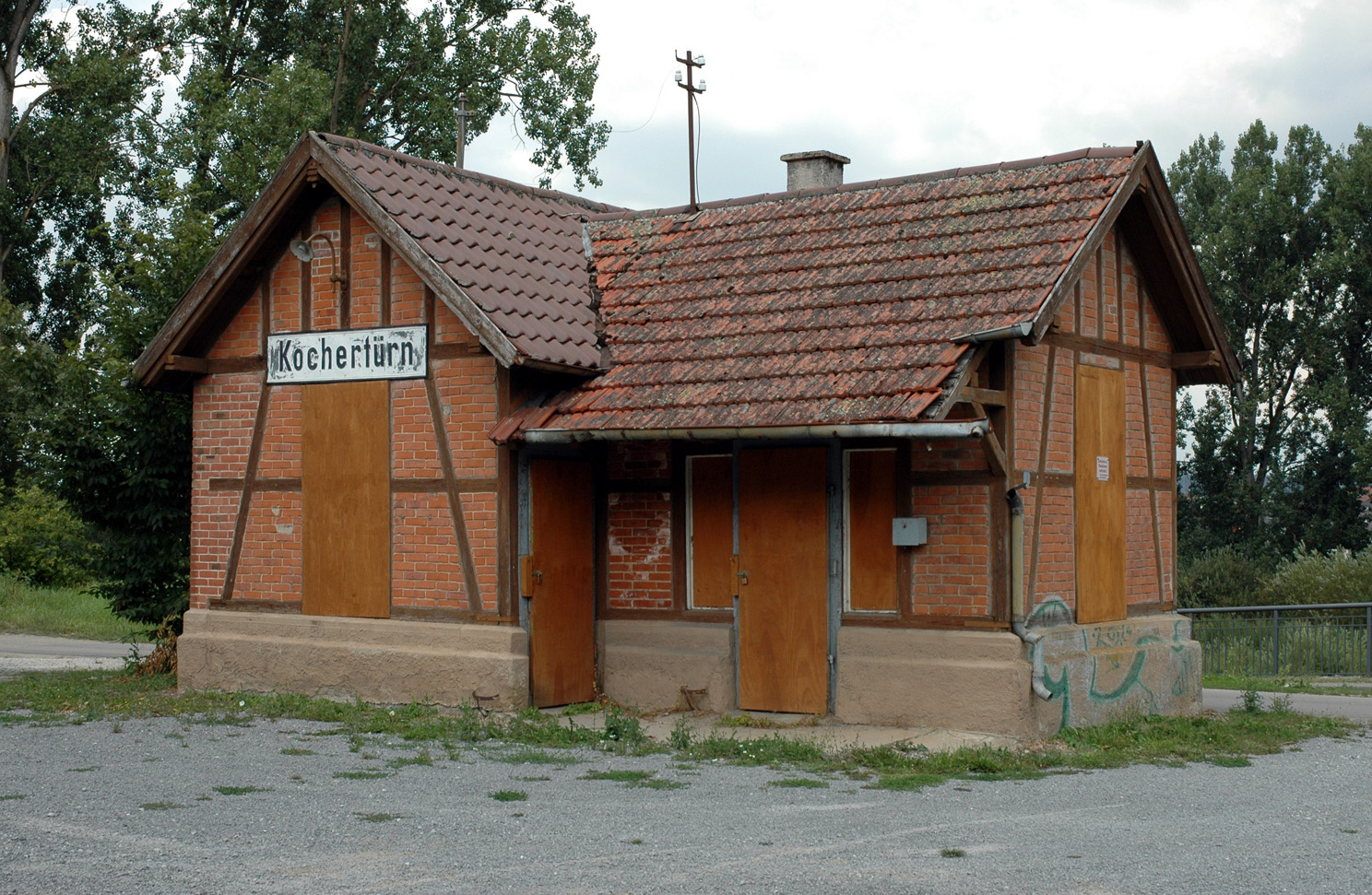
Alter Bahnhof
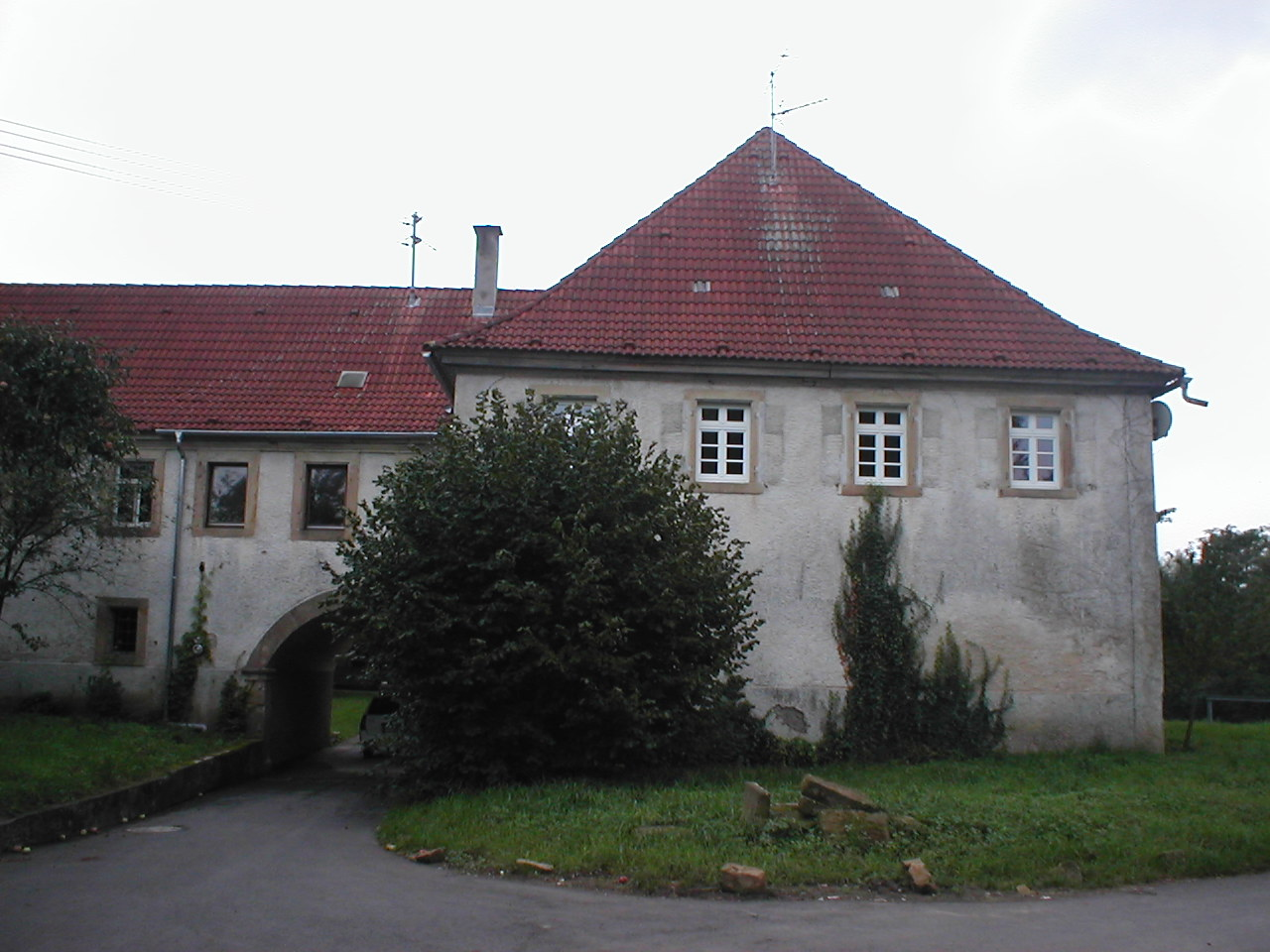
Brückenmühle